# قناة المملكة
قناة المملكة قناة إخبارية أردنية تأسست بموجب نظام خاص كـنواة لمنظومة إعلام عام مستقل، تعرض تغطية شاملة وعلى مدار الساعة للأحداث التي يُعنى بها الأردنيون داخل المملكة وخارجها.
يقع مقر القناة في مجمع الملك الحسين للأعمال في عمَان المزود بأحدث الاستديوهات والتقنيات في مجال صناعة الأخبار.انطلق البث الفضائي والرقمي للقناة يوم الإثنين 16يوليو 2018، وبدأت القناة بثها بنشرة الأخبار الرئيسية الساعة السابعة مساءً بتوقيت الأردن.
تبث قناة المملكة بتقنية الـ SD وHD على الأقمار عرب سات على تردد 12054 عامودي ونايل سات على التردد 11958 أفقي و 12034 عامودي وعلى شبكة قنوات OSN قناة رقم 454 بالإضافة إلى تغطية متكاملة على موقع قناة المملكة الإلكتروني ومواقع التواصل الاجتماعي والهاتف المحمول بما يضمن سرعة التغطية.
تضم قناة المملكة شبكة من مراسلين في عواصم صنع القرار العالمية وفي عدة بلدان عربية منها بغداد، سوريا، قطاع غزة، القدس المحتلة ومصر بالإضافة لمكاتب مجهزة في كل من الكرك، اربد، المفرق، معان والعقبة.

## مجلس الإدارة
- فهد الخيطان، رئيسًا غير متفرغ لمجلس إدارة القناة.
- حسين الرواشدة، نائبًا لرئيس مجلس إدارة القناة.
- علي العايد.[6][7]
- مثنى الغرايبة.
- غزية حجازي.
- رامي القواسمي.

فيما يقود الفريق التنفيذي للقناة الإعلامي جعفر الزعبي، بمنصب المدير العام، بالإضافة إلى فريق من الصحفيين والتقنيين المتمرسين أصحاب الخبرة والعديد من الشباب.

## لجان الجمهور
تهدف لجان الجمهور إلى متابعة وتقييم محتوى القناة الإخباري والبرامجي والإعلاني، وتقييم ردود جمهور مشاهدي القناة، ومراقبة جودة المنتج التلفزيوني والتزام القناة بالسياسة التحريرية المعلنة، إضافة إلى تقييم ونقل مقترحات الجمهور وأولوياته وخياراته حول المحتوى التلفزيوني. كما تعمل اللجان على متابعة وتقييم مدى التزام القناة والعاملين فيها من خلال ما يبث بالمعايير المهنية والأخلاقية. تمثل لجان الجمهور مختلف الفئات المجتمعية من خبراء وأكاديميين ومؤسسات المجتمع المدني ونقابات وهيئات أهلية منتخبة وشباب وطلبة جامعات وشخصيات مؤثرة وقادة رأي وقطاعات الصناعة والتجارة والأعمال ومتقاعدين وجاليات عربية مقيمين وعلماء ورجال دين مسلمين ومسيحيين وغيرهم.

## البرامج

### الأفلام الوثائقية
- الطريق إلى الدوار: فيلم وثائقي من إنتاج قناة المملكة يوثق محطات تاريخية للاحتجاجات في الأردن. يعرض الفيلم هبة نيسان عام 1989 التي بدأت في مدينة معان جنوب الأردن ثم ينتقل إلى أحداث الكرك عام 1996 مرورًا بالربيع العربي والاحتجاجات التي رافقت تلك المرحلة وصولًا إلى مظاهرات الدوار الرابع عام 2018 التي أدت إلى إقالة الحكومة.[15][16]

- الهاشميون والقدس: يلقي الفيلم في أجزائه الثلاثة الضوء على انطلاق الثوة العربية الكبرى ومسيرتها التي خطتها بدماء الشهداء وصولا إلى تسليط الضوء على مكانة فلسطين في فكر الثورة العربية الكبرى وما قدمته منذ انطلاقتها من أجل الحفاظ على عروبة فلسطين وحماية المقدسات الإسلامية في القدس بدء من رفض الشريف الحسين بن علي لوعد بلفور، مرورا بوصية الملك فيصل عام 1920 بالحفاظ على الأردن من الأطماع الصهيونية ومساعدة الفلسطينيين في الدفاع عن أرضهم وليس انتهاء بحروب الملك المؤسس لحماية أولى القبلتين وحروب حفيده الحسين إضافة إلى الإعمار الهاشمي بمراحله الست.[17][18][19]
- الانتحار: يرصد الفيلم حالات الانتحار ومحاولات الانتحار خلال السنوات الاخيرة في الأردن وذلك من خلال تسليط الضوء على أسبابها وقصص أصحابها وتحليل جوانبها الاجتماعية وأبعادها الأمنية والتي ترتبط بشكل مباشر بدوائر الأوضاع الاقتصادية والسياسية التي باتت تؤثر على شتى مختلف الحياة في الأردن بل أنها تلقي بظلالها على سيكلوجيا المواطن الأردني.[20]
- صائدو الجمال: فيلم وثائقي من إنتاج قناة المملكة يوثق رحلة فريق الرمثا بطل دوري المحترفين حتى الظفر باللقب ويعدّ اللقب هو الثالث في تاريخ الرمثا، والأول منذ 39 عاما.[21][22]
- وثائقي 81: يستعرض الوثائقي وهو من إنتاج قناة المملكة أبرز الإجراءات التي اتخذها الأردن في مواجهة فيروس كورونا المستجد (كوفيد-19) في الأردن[23][24][25]
- شهداء الوباء: فيلم وثائقي من إنتاج قناة المملكة يوثق معاناة الأطباء والممرضين داخل أقسام العناية الحثيثة حيث رصد الفيلم آلية التامل مع المرضى خلال جائحة كورونا[26]
- النشيد الأخير : روى شهود عيان وناجون لقناة المملكة، تفاصيل مروعة لحادث هو الأكثر رعبا، إثر تسبب أول منخفض جوي وحالة عدم استقرار تمر على الأردن بأسوأ كارثة لرحلة مدرسية في 25 أكتوبر 2019، كما وثق الفيلم لقطات حصرية بُثت لأول مرة على قناة المملكة بعد الحصول عليها من هواتف بعض الطلاب. بلغت الحصيلة للضحايا آنذاك 21 ارتفعت بعد أسابيع إلى 22 بعد وفاة شخص آخر متأثرا بإصابته.[27][28][29][30]

### التحقيقات الاستقصائية
- هروب الاستثمار: تحقيق استقصائي يعرض روايات بعض المستثمرين حول عمليات احتيال وتهديد وابتزاز تعرضوا لها، ويكشف الفيلم بالوثائق توقف بعض الاستثمارات وهروب مستثمرين إلى خارج الأردن. ومن أبرز الاستثمارات التي عرضها الفيلم مصنع لدباغة الجلود الذي ضبطت بداخله أطنان من الدجاج الفاسد وكذلك الجامعة الطبية على طريق المطار.[31][32][33][34]

- سوق السوداء للوثائق: تحقيق استقصائي يكشف عن شبكات متخصصة بتزوير الوثائق الرسمية تعمل في الخارج على إصدار أوراق ثبوتية وجوازات سفر وشهادات علمية سورية تعمل بالتعاون مع سماسرة في الأردن مقابل مبالغ مادية وبطرق غير قانونية. كما كشف التحقيق عن استغلال أردنيين لسوق الوثائق المزورة للحصول على جوازات سفر سورية بهدف الهجرة إلى أوروبا كلاجئين.[35]
- الهرمونات المميتة: تحقيق استقصائي يكشف عن تجارة هذه الهرمونات في السوق السوداء وكيفية شراءها من قبل تجار يعملون في الخفاء كما يتتبع التحقيق مسارات وصول تلك المنتجات إلى السوق المحلية قادمة من الخارج ويرصد التحقيق الآثار الصحية الناتجة عن استخدام تلك المواد والتي تصل أحيانا إلى التسبب بالوفاة.[36]
- جندوهم بصمت: الفيلم يعرض شهادات لأول مرة لأشخاص التحقوا بالتنظيمات المتطرفة أو حاولوا الالتحاق بها، ويكشف الفيلم بعض التفاصيل المتعلقة بخلية إربد التي كانت تخطط لعملية إرهابية كبرى عام 2016 .الفيلم يعرض شهادة عائد أرني من القتال في سوريا انضم إلى جبهة النصرة وانتقل إلى تنظيم داعش، كما تمكن فريق العمل من إجراء مقابلة مع فتاة أردنية حاولت الالتحاق بداعش قبل أن تقرر العودة إلى الأردن.[37]
- سماسرة الدواء: تحقيق استقصائي يحاول تفسير الفرق الشاسع في سعر الدواء بين الأردن ومصر ومعرفة أسباب عدم تصنيعه بالأردن بالإضافة لتوثيق صفقات بيع أدوية في عيادات منها ما هو ممنوع ومنها ما يوهم أزواجا بالحمل، ناهيك عن أدوية إجهاض.[38][39]
- المياه الزرقاء: تحقيق استقصائي يكشف عن استخدام مياه عادمة صناعية في قص وتبريد مناشير حجر في مدينة سحاب الحرفية، في مخالفة لقانون حماية البيئة رقم 6 لعام 2017، مبينا خطورة هذا على العاملين وسكان المنطقة المحيطة. ويوثق التحقيق تجربة فريق «المملكة» في تحليل عينة مياه عادمة حصلوا عليها من بركة منشار حجر.[40]
- ابتسامة مهربة: يوثق تحقيق «المملكة» قيام سماسرة في الضفة الغربية المحتلة بتزوير بطاقات تعريفية لزرعات أسنان مصنعة في مصانع أسلحة، ومستوطنات إسرائيلية، ومصانع خاصة، على أنها منتجات أوروبية، وإدخالها بطرق غير قانونية إلى الأردن.[41][42]

## مقدمو البرامج
- طارق العاص مقدم البرنامج الحواري الإخباري «العاشرة مع طارق»[43]
- عامر الرجوب مقدم البرنامج الحواري "صوت المملكة[44]”
- سامي قرعان مقدم البرنامج الحواري «جلسة علنية»[45][46]
- علي شاهين مقدم البرنامج الحواري «حكومة الظل»، وقدمته بيان عبندة سابقاً.[47]
- انتصار كريشان وروز السوقي مقدمي البرنامج الصباحي "صباح المملكة[48]"
- مهند محادين مقدم البرنامج الرياضي الحواري "الكابتن[49]"
- عبد الله الكفاوين مقدم البرنامج الاقتصادي الحواري "الأحد الاقتصادي[50]"
- محمد الحتاملة مقدم برنامج @JO وكان محمد الخمايسة يقدمه معه سابقاً [51]
- إسراء طبيشات مقدمة برنامج صباح المملكة نهاية الأسبوع، وقدمت البرنامج الاقتصادي الحواري سابقاً.[52]
- أريج القاسم مقدمة برنامج بعد الخبر[53]
- زيرالدا حداد وطارق الزعبي مقدمي برنامج أخبار الأسبوع[54][55]
- معن عمرو مقدم البرنامج الرياضي التحليلي 442
- غادة عمار مقدمة برنامج السادسة.
- سلطان القيسي مقدم برنامج الموعد.

## جوائز
حصدت قناة المملكة جائزتين بلاتينية وذهبية من جوائز ماركوم عام 2019 (MARCOM AWARDS) العالمية المتخصصة في الولايات المتحدة الأميركية، وهي ثاني قناة تلفزيونية في الوطن العربي تفوز بهذه الجوائز بعد شبكة الجزيرة الإعلامية. وفازت قناة المملكة بالجائزة البلاتينية عن فئة الحملات الترويجية بمجموعة من «البروموهات» القصيرة التي أطلقتها القناة خلال العام بالإضافة إلى الجائزة الذهبية عن التغطية الخاصة التي أعدها فريق الإبداع في الذكرى الأولى لانطلاق قناة المملكة، واستخدمت فيها تقنيات خاصة مثل الواقع الافتراضي والواقع المعزز. كما فاز البرنامج الرياضي «الكابتن» بالجائزة الفضية كأفضل برنامج رياضي عربي في جوائز المهرجان العربي للإذاعة والتلفزيون في دورته العشرين - تونس في تموز 2019
فازت قناة «المملكة» في مهرجان الأردن للإعلام العربي في دورته الرابعة والتي أطلق عليها اسم (دورة القدس)، بالجائزة الفضية في مسابقة القدس للأفلام الوثائقية عن الوثائقي (معركة القدس) والذي عرض بطولات وتضحيات القوات المسلحة الأردنية الجيش العربي في القدس.
كما وفاز البرنامج الجماهيري صوت المملكة بالجائزة البرونزية عن فئة البرامج الحوارية حيث قدم البرنامج سلسلة حلقات خاصة من برنامج «صوت المملكة» من الأراضي الفلسطينية وقطاع غزة

## انتقادات
تعرضت قناة المملكة لعدة انتقادات منذ صدور الإرادة الملكية بتأسيسها، حيث انتقد نائب رئيس الوزراء الأسبق مروان المعشر «قناة المملكة» قائلا إن القناة الجديدة  لن تحدث شيئا جديدا، وذلك لكون عقلية الدولة هي من تديره، متسائلا لماذا لا تصنع الليبرالية في التلفزيون الأردني بدلا من التلفزيون الجديد.
وقد لاقت قناة المملكة عدة انتقادات وتساؤلات من أعضاء مجلس النواب الأردني الثامن عشر حيث وجه النائب صداح الحباشنة سؤالا نيابيا إلى رئيس الوزراء الأسبق هاني الملقي تسائل فيه عن آلية وطريقة التعيينات في القناة وما صحة الرواتب العالية للكادر. كما تضمن السؤال الاستفسار عن آلية تطبيق التشريع الصادر من ديوان التشريع الخاص بالمتنافسين والذي حدد أسس التعينات في مختلف مؤسسات ووزارات الدولة. وسأل النائب الحباشنة أيضا لماذا تم ضخ مبلغ مالي ضخم في قناة المملكة بالرغم من وجود إعلام رسمي (التلفزيون الأردني) خاصة في ظل وضع اقتصادي صعب يخيم على البلاد بالإضافة إلى مدى تأثير سحب كفاءات من كادر مؤسسة الإذاعة والتلفزيون الأردني إلى قناة المملكة على أداء المؤسسة ولماذا لم يتم دعم هذه المؤسسة العريقة بالمبلغ المرصود لقناة المملكة.